# Fourcès
Fourcès är en kommun i departementet Gers i regionen Occitanien i sydvästra Frankrike. Kommunen ligger i kantonen Montréal som tillhör arrondissementet Condom. År 2022 hade Fourcès 261 invånare.

## Befolkningsutveckling
Antalet invånare i kommunen Fourcès
Referens:INSEE